# Pimelea carnosa
Pimelea carnosa är en tibastväxtart som beskrevs av Colin James Burrows. Pimelea carnosa ingår i släktet Pimelea och familjen tibastväxter. Inga underarter finns listade i Catalogue of Life.